# 首都医科大学三博脑科医院
首都医科大学三博脑科医院，创立于2004年，是一所三级专科医院，是首都医科大学第十一临床医学院。医院以神经外科为主体，设有8个神经外科病区、1个神经内科病区，拥有麻醉、手术、ICU、影像、病理、脑血管内科、神经眼科、神经电生理室、脑磁图室、神经心理、分子神经病理室等医疗医技科室。医院隶属于三博脑科医院管理集团。医院位于海淀区香山一棵松50号，在朝阳区东坝地区另有正在建设的新院区。